# Traditionen des Hochstifts Freising
Die Traditionen des Hochstifts Freising umfassen Schenkungen (lat. traditiones) und Privilegien des Hochstifts Freising aus dem 9. bis zum 13. Jahrhundert.
Sie liegen als Traditionsbücher vor, einer für geistliche Institutionen in Süddeutschland und Österreich typischen Form des Kopialbuchs, d. h. einer Handschrift mit Urkundenabschriften. Sämtliche Handschriften werden vom Bayerischen Hauptstaatsarchiv in München verwahrt.
Die Traditionen des Hochstifts Freising umfassen:
- das Traditionsbuch des Cozroh, angelegt um 824
- den „Codex traditionum et commutationum“, Laufzeit ca. 849–1147
- das Traditionsbuch des Conradus sacrista,  eine erweiterte Abschrift des Cozroh-Codex, mit chronikalischen Notizen und Urkundenabschriften
- das Zensualen-Traditionsbuch des Domkapitels Freising aus dem 11. bis 13. Jahrhundert
- den „Codex traditionum ecclesiae Frisingensis a tempore Tassilonis ducis usque ad annum 1651“
- die Traditionen und Statuten der Kirche zu Freising aus dem 14. Jahrhundert
- das Kopialbuch und Urbar des Hochstifts Freising von 800 bis 1277
- das Salbuch des Hochstiftes Freising aus dem Jahr 1305
- das Urbar des Hochstifts Freising über seinen Besitz in Österreich von 1291 bis 1308